# Communauté de communes du Tournonnais (Lot-et-Garonne)
Pour les articles homonymes, voir Communauté de communes du Tournonnais.
La communauté de communes du Tournonnais est une ancienne communauté de communes située en France, dans le département de Lot-et-Garonne en région Aquitaine.

## Quelques chiffres
- La communauté de communes rassemble 7 communes

## Elle est composée des communes suivantes
- Tournon-d'Agenais
- Bourlens
- Cazideroque
- Anthé
- Thézac
- Masquières
- Courbiac